# Hot metal gas forming
El Hot metal gas forming (HMGF) es una técnica metalúrgica que es resultado de la evolución de otras varias existentes en el ámbito industrial, como el hidroconformado a temperatura ambiente, el conformado por soplado y el conformado superplástico. Presenta grandes mejoras económicas y menos limitaciones que las anteriores, sobre todo porque aumenta la capacidad de deformación de los metales (acero y aluminio principalmente) En el hotforming el rango de temperatura de trabajo se encuentra entre la temperatura de recristalización y la de fusión del material. Consiste en la deformación de una pieza metálica por la acción de un gas a presión a muy alta temperatura.

## Ventajas
Las principales ventajas del HMGF con respecto al hidroconformado a temperatura ambiente son las siguientes:
- Aumenta la capacidad de deformación de los metales: un 25% para el acero y un 50% para el aluminio, con respecto a la del hidroconformado a temperatura ambiente.
- Los tiempos totales de conformado pueden llegar a reducirse sustancialmente aumentando el nivel de producción de las instalaciones de hidroconformado a temperatura ambiente.
- La presión necesaria del fluido de trabajo (gas en este caso) para deformar el metal es mucho menor que a temperatura ambiente, y por tanto su coste asociado también disminuye.
- Debido al calentamiento y enfriamiento consecutivo de los metales trabajados, estos adquieren mejores propiedades mecánicas, pudiendo trabajar con aceros y aleaciones de aluminio menos sofisticadas y por tanto más baratas. Y por el mismo motivo se inducen menores tensiones residuales en la pieza y se pueden evitar tratamientos térmicos posteriores.

## Inconvenientes
Sin embargo todavía presenta algunos inconvenientes:
- La inducción de calor, es una tecnología relativamente desconocida en aplicaciones de este tipo, lo cual requiere grandes inversiones económicas para desarrollarla.
- En esta técnica se utilizan matrices cerámicas con inductores de calor, una innovación creada específicamente para el HMGF que todavía requiere una mayor evolución para poder llevarse a cabo a precios competitivos
- El tiempo de cambio de pieza en la matriz puede ser mayor ya que se debe esperar a que esta se enfríe. Sin embargo hay que tener en cuenta que el tiempo de conformado en sí mismo es menor en HMGF ya que al trabajar a elevada temperatura permite mayores velocidades de deformación. Por lo que, el tiempo total de ciclo puede ser incluso menor con esta técnica
- La creación de agujeros en las piezas conformadas por HMGF requerirá operaciones secundarias ya que en las matrices cerámicas no pueden acoplarse punzones